# Garennummer

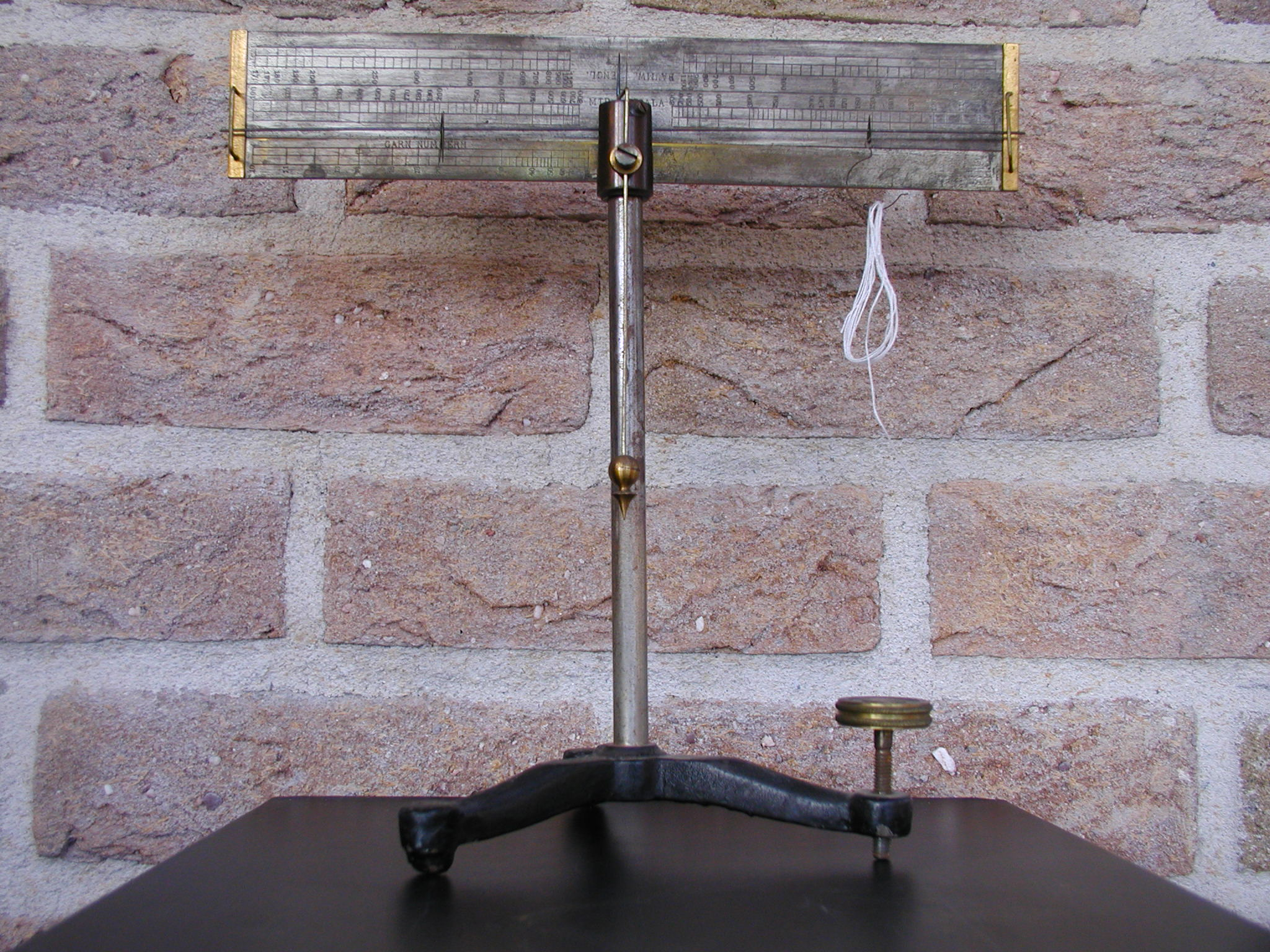
Antieke garennummermeter

Het garennummer  geeft de dikte (diameter) van het garen aan. Omdat de diameter moeilijk te meten is wordt deze maat aangegeven als de verhouding van de massa (gewicht) en lengte van een stuk garen.
Er bestaan 2 systemen om het garennummer te bepalen:
- de gewichtsnummering, hierbij wordt het gewicht van een vaste garenlengte  bepaald
- de lengtenummering, hierbij wordt de lengte van een vast gewicht aan garen  bepaald.

## Gewichtsnummering
Onder deze methode vallen
- tex (afkorting Tt) en
- denier (afkorting Td).

Tex is de enige officieel toegestane nummering, maar in de praktijk wordt tex meestal  alleen voor filamentgarens gebruikt.  Tex is het gewicht in gram van 1000 m garen. Bij deze eenheid worden voorvoegsels gebruikt zoals dtex en ktex. Bijvoorbeeld 13,5 tex is 135 dtex, dus dtex is het gewicht in gram van 10000 m garen.
Td is afkomstig uit de zijde-industrie en wordt nog steeds gebruikt voor de aanduiding van het garen waaruit nylon kousen en panty's gebreid worden. Td is het gewicht in gram van 9000 m garen.  Bekende nummers zijn 20, 30 en 60 denier.
Bij de gewichtsnummering bestaat er een evenredig verband tussen garendikte en garennummer: een dikker garen heeft een hoger nummer.

## Lengtenummering
Dit is de nummering die van oudsher gebruikt werd. Er bestaan dan ook zeer veel verschillende nummers omdat ieder land zijn eigen methode had. Hiervan zijn nu in Nederland nog in gebruik
- Ne1 (nummer Engels 1) en
- Nm (nummer metrisch).

Zoals de namen al aangeven werkt Ne1 met Engelse maten en Nm met metrische maten. 
De definitie van Ne1 is: het aantal hanks (strengen van 840 yards) per Engels pond (453,6 g). Omgerekend in metrische maten is dat het aantal keer dat een garenlengte van 1,6934 m in 1 gram gaat. Deze eenheid wordt nog steeds voor katoen garens gebruikt. Voor het bepalen van dit nummer wordt een vaste lengte op een gekalibreerde schaal gelegd zodat het nummer rechtstreeks afgelezen kan worden.
Nm is het aantal meters garen per gram garen. Dit nummer wordt op dezelfde manier als Ne1 bepaald. Nm wordt gebruikt voor wollen garens.
Bij de lengtenummering is het verband tussen garendikte en garennummer omgekeerd evenredig: een dikker garen heeft een lager nummer.

## Twijnnummer
Als meerdere draden samengetwijnd wordt het uiteindelijke garen (de twijn) dikker. Bij een twijn wordt echter niet het totale garennummer gegeven maar het nummer van de afzonderlijke draden en het aantal draden.
Voor de gewichtsnummering gaat dit als volgt. Stel er worden 3 draden van 20 tex samengetwijnd. Het twijnnummer wordt dan tex 20 × 3, want het totale nummer wordt 3× zo hoog. Bij de lengtenummering gaat dit anders. Als hier 2 draden Ne1 36 samengetwijnd worden wordt het nummer Ne1 36/2, omdat het totale nummer kleiner wordt.

## Omrekening
1 tex = 9 Td

1 tex =  1000 / Nm

1 tex = 590 /  Ne1